# Cygniden
Die Cygniden sind ein schwacher Sternschnuppenschwarm, dessen Meteore alljährlich zwischen dem 25. Juli und 8. September auftreten. Sie kommen scheinbar aus dem Sternbild Schwan (Cygnus) und sind – im Gegensatz zu den gleichzeitig auftretenden, bekannten Perseïden – nicht einem bekannten Kometen zuzuordnen, sondern ein planetarischer Meteorstrom.
Ihr sehr flaches Maximum ist am 16. August. Der Radiant hat annähernd die Himmelskoordinaten α = 13h30m, δ = +51°. Zwei Tage später ist das Maximum eines Zweiges des Cygniden-Stromes, der Cepheiden. Ihr Radiant liegt etwa 15° nordwestlicher.